# Зегессер, Антон Филипп
Антон Филипп Зегессер (нем. Philipp Anton von Segesser, 5 апреля 1817, Люцерн — 30 июня 1888, Люцерн) — швейцарский государственный деятель и историк.
Был членом правительственного совета в Люцерне и предводителем ультрамонтанов в швейцарском сейме; напечатал: «Rechtsgeschichte der Stadt und Republik Luzern» (Люд., 1851—1857); «Ludwig Pfyffer und seine Zeit» (Берн, 1880—1882); «Sammlung kleiner Schriften» (Берн, 1877—1878) и «Fünfundvierzig Jahre im luzernischen Staatsdienst 1841-87» (Берн, 1888).